# Associació Internacional d'Universitats
L' Associació Internacional d'Universitats (oficialment i en anglès, International Association of Universities, IAU) és una organització no governamental que treballa en l'àmbit de l'educació superior. Comprèn més de 600 institucions i organitzacions d'educació superior en més de 130 països. La IAU és soci oficial de la UNESCO. El secretariat de la IAU té la seu a París i es troba a la mateixa seu de la UNESCO.
La IAU va ser creada sota els auspicis de la UNESCO el 9 de desembre de l'any 1950, durant la Conferència Internacional d'Universitats que va tenir lloc a Niça. Va néixer amb l'objectiu de fomentar la cooperació entre institucions d'educació superior a tot el món. Els seus òrgans de govern són l'Assemblea General i el Consell d'Administració. La Secretaria implementa l'estratègia adoptada pels òrgans de govern.
El gener de 2022, l'Associació Internacional d'Universitats comptava amb més de 600 membres (institucions, organitzacions, afiliats i associats) en més de 130 països d'arreu del món.